# Alessandro Lambruschini
Alessandro Lambruschini (Fucecchio, província de Florença, 7 de janeiro de 1965) é um antigo atleta italiano, que se especializou em corridas de 3000 metros com obstáculos. Nesta disciplina foi campeão europeu em 1994 e obteve a medalha de bronze nos Jogos Olímpicos de Atlanta, em 1996.

## Biografia
O seu primeiro êxito internacional foi a vitória alcançada nos Jogos Mediterrânicos de 1987. Logo no ano seguinte, nos Jogos de 1988, Lambruschini obteve o quarto lugar na final olímpica de 3000 metros obstáculos, a qual foi ganha pelo queniano Julius Kariuki. Em 1989, foi seleccionado para integrar a equipa italiana na Taça do Mundo de Barcelona, onde se posicionou em segundo lugar, de novo atrás de Julius Kariuki.
No ano de 1990, consegue a primeira de três medalhas conseguidas nos Campeonatos da Europa, onde haveria de ser campeão na edição de 1994, realizada em Helsínquia. Em 1993 alcançou a medalha de bronze nos Campeonatos Mundiais de Estugarda, atrás dos quenianos Moses Kiptanui e Patrick Sang, prova onde alcançou o seu recorde pessoal, com a marca de 8:08.78 m.
Apesar de dotado de técnica deficiente na transposição dos obstáculos, Lambruschini foi um dos mais rápidos corredores europeus na sua especialidade. Foi campeão de Itália por seis vezes em 3000 metros obstáculos (em 1986, 1987, 1990, 1992, 1994 e 1996) e por duas vezes em 1500 metros (em 1986 e 1993).

## Ligações Externas
- Alessandro Lambruschini no IAAF